# إد تورنر (صحفي)
إد تورنر (بالإنجليزية: Ed Turner)‏ هو صحفي أمريكي، ولد في 1934، وتوفي في 2002.